# 甘丹康萨
甘丹康萨，位于西藏自治区拉萨市城关区吉崩岗街道热莫齐社区甘丹康萨一巷，是一座古建筑大院。

## 简介
甘丹康萨是拉萨有名的古迹，始建于16世纪后期，1587年由吉曲第巴顿珠杰布创建，五世达赖时期为固始汗父子的“王宫”，七世达赖时期成为弥王颇罗索朗多布杰及其子珠尔墨特那木扎勒执政时的“王宫”。一世策墨林活佛任西藏摄政时，首先驻锡“甘丹康萨”，此地遂成为摄政的临时拉章。
据说，五世达赖时期，便已在小昭寺南面的甘丹康萨建立作坊，以完成布达拉宫木构件的“备料”。这或许是“雪堆白”的前身。
1928年，更敦群培离开拉卜楞寺，途经塔尔寺，历时4个多月来到拉萨。最初，他寄宿在一位名叫贡却诺布的商人家中，即拉萨的甘丹康萨大院内。
1995年公布为拉萨市文物保护单位。